# Kingsley, Kentucky
Kingsley är en stad (city) i Jefferson County i delstaten Kentucky, USA. 2010 hade staden 381 invånare.